# Paradise (Nevada)
Paradise je sídlo se statusem neustaveného města (unincorporated town) v okrese Clark County ve státě Nevada ve Spojených státech amerických. V rámci stejnojmenného území pro sčítání lidu (census-designated place) žije přes 220 tisíc obyvatel. Paradise je součástí metropolitní oblasti Las Vegas a leží asi sedm kilometrů jižně od centra Las Vegas.
Jižní část Las Vegas Valley byla již v roce 1910 známa jako Paradise Valley. Teprve v 50. letech 20. století se zde začalo stavět ve větší míře. Později zde vznikl hlavní lasvegaská atrakce, bulvár Las Vegas Strip s hotely a kasíny.
V Paradise se nachází převážná většina bulváru Las Vegas Strip, hlavní lasvegaské letiště McCarran International Airport a univerzitní areál University of Nevada, Las Vegas.
V oblasti Stripu došlo 1. října 2017 ke střelbě z hotelu Mandalay Bay, při níž pachatel Stephen Paddock zabil 58 lidí na blízkém country festivalu.